# Elena Bassi
Elena Bassi (Mantova, 26 dicembre 1911 – Venezia, 1999) è stata una storica dell'arte italiana.

## Biografia
Residente a Venezia sin dal 1915, si laureò in lettere all'Università di Padova nel 1933 presentando la tesi Giannantonio Selva architetto veneziano (relatore Giuseppe Fiocco), pubblicata tre anni dopo da CEDAM.
Ricercatrice e storica dell'arte, docente e direttore dell'Accademia di Belle Arti di Venezia, Presidente dell'Università Popolare, donna costantemente impegnata intellettualmente e civilmente nel sociale.
L'Università Popolare di Venezia la ricorda ogni anno con un premio a lei dedicato che segnala studiosi impegnati nei settori da lei studiati ed amati.